# No. 5
«No.5» — песня американской рэп-рок-группы Hollywood Undead, пятый трек из их дебютного альбома Swan Songs, вышедшего 2 сентября 2008 года.

## Обзор
Песня является одной из первых композиций группы и была написана в 2005 году под названием «Hollywood». С песней связано и название самой группы: увидев диск с песней, один знакомый Джорела Декера (J-Dog) поставил название песни перед изначальным названием группы «Undead».
В ноябре 2005 года песня вошла в первый сборник лейбла MySpace Records уже под названием «No.5». В 2006 году вышел первый видеоклип Hollywood Undead на песню «No.5», режиссёром которого выступил Пакс Франшот (S.Pax Franchot). В 2007 году песня должна была стать пятым треком неизданного альбома группы.
2 сентября 2008 года выходит альбом Swan Songs, в котором песня становится пятым треком. Осенью того же года выходит второй видеоклип под режиссурой Юнаса Окерлунда.

## Исполнение
Песня открывается повторяющимися строками «Hollywood we never going down.», исполняемыми Ароном Эрлихманом (Deuce). Первый куплет читает Джордан Террелл (Charlie Scene), второй куплет — Джордж Рейган (Johnny 3 Tears), припев поёт Deuce. Бридж в стиле хип-хоп, исполняемый Диланом Альваресом (Funny Man), прерывается коротким отрывком Мэттью Сент Клера (Da Kurlzz) и чистым вокалом Deuce.

## Участники
Hollywood Undead
- Charlie Scene — вокал, соло-гитара
- J-Dog — клавишные, синтезатор, ритм-гитара
- Deuce — вокал, бас-гитара
- Da Kurlzz — ударные, перкуссия, вокал
- Funny Man — вокал
- Johnny 3 Tears — вокал